# 島袋美由利
島袋美由利（日语：／ Shimabukuro Miyuri，1994年12月6日—）是日本女性聲優，沖繩縣出身。大澤事務所所屬。

## 演出作品
※粗體字為主要角色。

### 電視動畫
2017年
- KiraKira☆光之美少女 A La Mode（演劇社員B）
- 龍族拼圖X（學生）

2018年
- 比宇宙更遠的地方（女學生）
- Slow Start（學生）
- 魔法使的新娘（約瑟夫村的人們）
- 羽球戰爭（荒垣渚[2]）
- 刃牙（女學生）
- 遙的接球（遠井成美[3]）
- 音樂少女（具志堅舒普[4]）
- 搖曳莊的幽奈小姐（湯之花幽奈[5]）
- 學園BASARA（女孩子2）
- 隔壁的吸血鬼美眉（吸血鬼長女）
- 寄宿學校的茱麗葉（少女、女學生、女孩子）
- 哥布林殺手（勇者）
- 弦音－風舞高中弓道部－（花澤悠奈）

2019年
- revisions（女孩子）
- 荒野的壽飛行隊（亞蒂[6]）
- 魔法水果籃 1st season（草摩由希〈幼少期〉）
- 凱洛與塔斯黛（凱洛）
- 滿月之戰（小日向滿月）
- 科學一方通行（木寺實莉）
- 超人高中生們即便在異世界也能從容生存！（小孩A）

2020年
- 怕痛的我，把防禦力點滿就對了（通知、糖漿、克羅姆的夥伴C、劍士、鄰座的同學、公會成員5、炎之帝國公會成員3）
- 異度侵入 ID:INVADED（鳴瓢椋）
- 異獸魔都（給予生命的魔法使）
- 名偵探柯南（女性）
- 辣妹與恐龍（楓）
- 噴嚏大魔王2020（與田山甘太郎）
- A3！ SEASON SPRING & SUMMER（觀客）
- 聆聽者（莎莉·辛普森[7]）
- 魔法水果籃 2nd season（草摩由希〈幼少期〉）
- 炎炎消防隊 貳之章（因果春日谷[8]）
- 蠟筆小新（あきぽよ）
- 夢夢貓（杉山〈3歲〉）

2021年
- 花樣滑冰Stars（篠崎怜鳳〈小學生〉）
- 工作細胞!!（毛母細胞〈孩子〉）
- 工作細胞BLACK（腎絲球）
- 奇蛋物語 Wonder Egg Priority（志乃）
- 裏世界遠足（市川夏紀）
- 弱角友崎同學（煙花廣播）
- 再見了，我的克拉默（恩田希）
- 青梅竹馬絕對不會輸的戀愛喜劇（志田蒼依）
- 新幹線變形機器人Z（中洲山笠）
- 持續狩獵史萊姆三百年，不知不覺就練到LV MAX（魔史萊）
- 瓦尼塔斯的手札（路易）
- 急戰5秒殊死鬥（多多良林檎）
- 魔法科高中的優等生（佐埜今日子）
- 陰陽眼見子（森野）

2022年
- 擅長捉弄人的高木同學3（飯野、女學生B）
- Delicious Party ♡ 光之美少女（御飯糰的食譜小靈、蛋包飯的食譜小靈、日式炸雞的食譜小靈、三明治的食譜小靈、牛肉濃湯的食譜小靈、蔬菜湯的食譜小靈、長瀨惠奈、蝦肉燒麥的食譜小靈、餃子的食譜小靈、漢堡包的食譜小靈、布丁的食譜小靈、馬鈴薯沙拉的食譜小靈、味噌湯的食譜小靈、魩仔魚丼的食譜小靈、本間友惠、芭菲的食譜小靈、奶油蛋糕的食譜小靈、水無月的食譜小靈、蛋包香雅飯的食譜小靈、白玉糰子的食譜小靈、海鮮日式炒麵的食譜小靈、女僕、烏龍麵的食譜小靈、素麵的食譜小靈、蕎麥麵的食譜小靈、南瓜派的食譜小靈、烤雞的食譜小靈）
- 金裝的維爾梅～瀕臨留級的學生與最強災害掉入魔法世界～（小白宮）
- 前進吧！登山少女 Next Summit（女子B、同班同學、登山客B）
- 機動戰士GUNDAM 水星的魔女（阿莉雅·瑪瓦許）
- 書蟲公主（克里斯朵夫〈少年〉）
- 孤獨搖滾！（一里的歌迷2號、演出觀眾）

2023年
- 弦音－相繫的一射－（花澤悠奈）
- 冰屬性男子與無表情女子（電視播報）
- 怕痛的我，把防禦力點滿就對了2（糖漿、毛毛貓貓園地的貓、雷依、劍士）
- 名偵探柯南（永峰麻也子）
- REVENGER（太郎吉）
- 【我推的孩子】
- 白聖女與黑牧師（幼少期羅倫斯、女性客）
- 鐵路浪漫譚2（なこ[9]）
- 黑暗集會（桃樂絲・佛蘭斯蒂德）
- 家裡蹲吸血姬的鬱悶（天津·迦流羅[10]）
- 吉伊卡哇（シーサー (風獅) [11]）

2024年
- 婚戒物語（涅芙麗緹絲[12]）
- 聲優廣播的幕前幕後（川岸若菜[13]）
- Re:Monster（鍛冶師[14]）
- 夜晚的水母不會游泳（高梨·金·安努克·芽衣[15]）
- 偶像大師 閃耀色彩（姐姐）
- WIND BREAKER—防風少年—（佐狐〈小學生〉）
- 魔法科高中的劣等生 第3期（店員）
- 小市民系列（吉口）
- 【我推的孩子】 第2期（看護師）
- 卡片戰鬥！！先導者 Divinez Season2（久苑〈幼年〉）
- 異世界失格（艾露露）

2025年
- MOMENTARY LILY 剎那之花（咲耶菖蒲[16]）
- 群花綻放、彷如修羅（薄賴瑞希[17]）
- 在沖繩喜歡上的女孩方言講得太過令人困擾（比嘉鈴[18]）
- 地。-關於地球的運動-（杜拉卡[19]）
- 搖滾樂是淑女的嗜好（黑鐵音羽[20]）
- LAZARUS 拉撒路（無人機）
- 小市民系列 第2期（吉口）
- 炎炎消防隊 參之章（因果春日谷[21]）
- 戀上換裝娃娃 Season 2（十六夜亞理沙）
- 靈異教師神眉（木村愛美[22]）

時期未定
- 婚戒物語 第2期（涅芙麗緹絲[23]）

### OVA
2018年
- 牽牛花與加瀨同學
- 搖曳莊的幽奈小姐（湯之花幽奈）※漫畫第11卷附贈動畫BD限定版
- 搖曳莊的幽奈小姐（湯之花幽奈）※漫畫第12卷附贈動畫BD限定版

2019年
- 時光沙漏fragtime[24]

### 劇場版動畫
2018年
- 道別的早晨就用約定之花點綴吧（巫女）
- 莉茲與青鳥（管樂團成員）

2020年
- 荒野的壽飛行隊 完全版（亞蒂）
- 順其自然的日子

2021年
- 電影 再見了，我的克拉默 First Touch（恩田希）

2024年
- DEAD DEAD DEMON'S DEDEDEDE DESTRUCTION 惡魔的破壞（出元亞衣[25]）

### 遊戲
2017年
- 天華百劍-斬-（夢切國宗）

2018年
- 問答RPG 魔法使與黑貓維茲（瑪琪亞）
- 搖曳莊的幽奈小姐 溫泉迷宮（湯之花幽奈[26]）

2019年
- 露露亞的鍊金工房〜亞蘭德之鍊金術士4（露露亞）

2020年
- 閃耀幻想曲（遠井成美）
- Crash Fever（達文西）

2021年
- Crash Fever（因果春日谷）

2025年
- 刺客教條：暗影者（藤林奈緒江）

### 廣播
- 搖曳莊的美由利～洗澡時從左手開始～（2018年－、Youtube、電視動畫官網）

### 網路節目
- （大和田仁美與島袋美由利的「輕羽飛揚」特別節目）（2018年、Youtube）[27]

## 音樂CD

### 角色歌
| 發售日   | 商品名稱                            | 演唱名義                                                               | 歌曲                   | 備註                                 |
| 2018年   | 2018年                              | 2018年                                                                 | 2018年                 | 2018年                               |
| -------- | ----------------------------------- | ---------------------------------------------------------------------- | ---------------------- | ------------------------------------ |
| 6月6日   | ON STAGE LIFE                       | 音樂少女                                                               | 「ON STAGE LIFE」      | 電視動畫《音樂少女》插入曲           |
| 6月6日   | 「ON STAGE LIFE (Taishi ReMix)」    | 音樂少女                                                               | 「ON STAGE LIFE」      | 電視動畫《音樂少女》相關歌曲         |
| 7月25日  |                                     | 音樂少女                                                               | 「」                   | 電視動畫《音樂少女》相關歌曲         |
| 7月25日  | Happen〜〜                          | 湯之花幽奈（島袋美由利）、宮崎千紗希（鈴木繪理）、雨野狹霧（高橋李依） | 「Happen〜〜」         | 電視動畫《搖曳莊的幽奈小姐》片尾曲   |
| 7月25日  | Happen〜〜 湯之花幽奈               | 湯之花幽奈（島袋美由利）                                               | 「Happen〜〜」 「own」 | 電視動畫《搖曳莊的幽奈小姐》相關歌曲 |
| 8月1日   | Make up! Shine☆                     | 具志堅舒普（島袋美由利）                                               | 「 Make up! Shine☆」   | 電視動畫《音樂少女》插入曲           |
| 8月1日   | Make up! Shine☆                     | 具志堅舒普（島袋美由利）                                               | 「太陽（てぃーだ）の花」       | 電視動畫《音樂少女》相關歌曲         |
| 8月8日   |                                     | 「」                                                                   | 音樂少女               | 電視動畫《音樂少女》片尾曲           |
| 8月8日   | 「（Taishi ReMix）」                | 電視動畫《音樂少女》相關歌曲                                           | 音樂少女               |                                      |
| 9月26日  |                                     | 音樂少女                                                               | 「」                   | 電視動畫《音樂少女》插入曲           |
| 9月26日  | 具志堅舒普（島袋美由利）            | 電視動畫《音樂少女》相關歌曲                                           | 「」                   |                                      |
| 9月26日  | 搖曳莊的幽奈小姐 BD、DVD第1卷特典CD | 湯之花幽奈（島袋美由利）                                               | 「」                   | 電視動畫《搖曳莊的幽奈小姐》相關歌曲 |
| 10月31日 | 音樂少女 BD第2卷特典CD              | 西尾未來（岡咲美保）、雪野日陽（大野柚布子）、具志堅舒普（島袋美由利） | 「happy ice cream」    | 電視動畫《音樂少女》相關歌曲         |

### 组合成员
1. 1 2  金時琴子（Lynn）、迎羽織（小倉唯）、迎桐（上坂堇）、千歲春（沼倉愛美）、熊谷繪里（瀨戶麻沙美）、龍王更紗（渕上舞）、箕作沙沙芽（高橋花林）、西尾未來（岡咲美保）、雪野日陽（大野柚布子）、具志堅舒普（島袋美由利）、諸岡洛洛（江口菜子）
2. ↑  金時琴子（Lynn）、迎羽織（小倉唯）、迎桐（上坂堇）、千歲春（沼倉愛美）、熊谷繪里（瀨戶麻沙美）、龍王更紗（渕上舞）、箕作沙沙芽（高橋花林）、西尾未來（岡咲美保）、雪野日陽（大野柚布子）、具志堅舒普（島袋美由利）、諸岡洛洛（江口菜子）、山田木花子（深川芹亚）

## 外部連結
- 事務所官方簡歷 （页面存档备份，存于）（日語）
- 島袋美由利的Instagram帳戶
- 島袋美由利的X（前Twitter）